# Уткуль
Утку́ль (рос. Уткуль) — селище у складі Троїцького району Алтайського краю, Росія. Входить до складу Боровлянської сільської ради.

## Населення
Населення — 121 особа (2010; 157 у 2002).
Національний склад (станом на 2002 рік):
- росіяни — 96 %